# José María Mendiluce Pereiro
José María Mendiluce Pereiro (14 tháng 4 năm 1951 - 28 tháng 11 năm 2015) là một nhà văn Tây Ban Nha và chính trị gia. Sinh ra ở Madrid, ông theo học tại Đại học Complutense tại quê nhà.

## Sự nghiệp
Ông đã được trao giải Creu de Sant Jordi vào năm 1996 và giải nhì Premio Planeta de Novela hai năm sau đó. Mendiluce đại diện cho Tây Ban Nha với tư cách là thành viên Nghị viện châu Âu từ năm 1994 đến 2004, nhưng trước đó làm việc tại Nam Tư với tư cách là đại diện Liên Hợp Quốc trong cuộc nội chiến.

## Đời tư
Ông công khai đồng tính vào năm 2003, và mất năm 2015.